# Пєлєх Олександр Володимирович
Олександр Володимирович Пєлєх — український військовик, генерал-майор, начальник Управління Служби безпеки України в Донецькій області. 

## Життєпис
Станом на початок лютого 2014 року був начальником СБУ в Донецькій області.